# جيمي فلمنج (لاعب كرة قدم)
جيمي فلمنج (بالإنجليزية: Jimmy Fleming)‏ (7 يناير 1929 بغلاسكو في المملكة المتحدة - 2019) هو مدرب كرة قدم ولاعب كرة قدم بريطاني في مركز الظهير. لعب مع نادي ستيرلينغ ألبيون وبيرويك راينجرز ونادي ووركينغتون.

## وصلات خارجية
- جيمي فلمنج على موقع قاعدة بيانات كرة القدم.إي يو (الإنجليزية)